# Madonna Dreyfus
Die Madonna Dreyfus ist ein aus kunsthistorischer Sicht bedeutendes Madonnenbild der italienischen Renaissance von Lorenzo di Credi.

## Geschichte und Kontroverse
Das Bild der Maria mit dem Kinde und einem Granatapfel ist, nach ihrem langjährigen Besitzer allgemein als Madonna Dreyfus in die Kunstgeschichte eingegangen. Das Bild aus der Schule des Andrea del Verrocchio wird heute Lorenzo di Credi zugeschrieben, der sich stilistisch an Leonardo da Vinci orientierte. Eine frühere Identifikation als Werk von Leonardo gilt heute als falsch.
Bekannt wurde das Bild erst, als es sich im Besitz des bekannten Pariser Kunstsammlers Gustave Dreyfus befand. 1930 wurde es von seinen Erben verkauft und befand sich über mehrere Jahre hinweg im Kunsthandel der Duveen Brothers, Inc. in London und New York. Von dort erwarb es 1951 die Samuel H. Kress Foundation, die es 1952 der National Gallery of Art in Washington schenkte.
Seit seiner Entdeckung schrieb man das Bild erst Verrocchio selbst und dann, in Ermangelung gesicherter eigenhändiger Werke, dem Lorenzo di Credi zu. Allerdings wurde von Anfang an darauf hingewiesen, dass das Bild weit über dem steht, was Lorenzo di Credi zu schaffen imstande war. Es zeigt solche sanften Übergänge in den Farben und Konturen und solch weiche Schatten, wie man sie auf keinem seiner anderen Bilder findet. 1929 schlug Wilhelm Suida deshalb erstmals Leonardo als Urheber des Bildes vor und fand 1932 Unterstützung bei Bernard Degenhart.
Trotzdem blieb die Kunstwissenschaft in der Folgezeit gespalten. Bernard Berenson hielt das Bild (1938) für ein Werk von Lorenzo di Credi, der damit versuchte, Leonardo zu imitieren. Dieser Zuschreibung schlossen sich viele andere Kunsthistoriker an. John Shearman dagegen beurteilte das Bild (1967) als eigenhändiges Werk von Verrocchio und sah in einer Zeichnung im Dresdener Kupferstichkabinett eine eigenhändige Studie dafür. Günter Passavant beurteilte (1969) das Gemälde nur als ein Werk der Verrocchio-Werkstatt, hielt die Autorenschaft durch Lorenzo di Credi aber ebenfalls für möglich. Dementsprechend wurde das Bild lange Zeit nur werteneutral als aus der Werkstatt des Verrocchios stammend bezeichnet, bevor sich die National Gallery of Art in Washington dazu entschloss, es wieder als Werk des Lorenzo di Credi zu katalogisieren und bis heute auszustellen.
Dessen ungeachtet tendiert ein Großteil der modernen Kunstwissenschaft heute wieder verstärkt dazu, das Bild als eigenhändiges Frühwerk des Leonardo da Vinci anzusehen. 1968 äußerte Sheldon Grossman noch, dass es sich bei dem Bild um eine Kopie nach einem verlorenen Werk von Lorenzo di Credi handelt, welches nach einem Entwurf von Leonardo gemalt wurde. Doch noch im gleichen Jahr wurde es von Raymond Somers Stites Leonardo selbst zugeschrieben. Dem schlossen sich unter anderem Carlo Ragghianti (1975) und Pietro C. Marani (1989 und 1999) an.
Dagegen erkennt Jack Wasserman (1975) Leonardo wieder nur die Erfindung des Bildes zu, und auch Piero Adorno (1991) hält es nur für eine Werkstattarbeit aus dem Atelier von Verrocchio, an dem vielleicht mit Blick auf das schlecht gemalte Kind und die bessere Maria zwei verschiedenen Schülern gearbeitet haben. Ähnliches wird heute auch die Anbetung des Kindes mit zwei Engeln in Detroit (Art Institute) beurteilt, in der manche Forscher ebenfalls für einzelne Partien die Mitwirkung von Leonardo annehmen.
Neben dem misslungenen Kind, ist das Fehlen der für Leonardo typischen Fingerspuren sicherlich ein Hauptargument gegen seine Autorenschaft. Marani erklärt dies mit einer alten, nicht dokumentierten Reinigung des Bildes, bei der diese verloren gegangen sein könnten. Heute schreibt es der Besitzer, die National Gallery of Art in Washington DC, eindeutig di Credi zu.
Umstritten ist die Entstehungszeit des Bildes. Passavant geht davon aus, dass es später als die Madonna mit der Nelke gemalt sein muss. Wasserman setzt es um die gleiche Zeit an. Marani rückt es in die zeitliche Nähe der Verkündigung in den Uffizien in Florenz, in der er maltechnische Gemeinsamkeiten sieht. Des Weiteren erkennt er venezianische Einflüsse, die er damit erklärt, das Leonardo 1469 Verrocchio bei seiner Reise nach Venedig begleitet hat.